# Brebol
Brebol este o arie protejată (arie specială de conservare — SAC, sit de importanță comunitară — SCI, arie de protecție specială avifaunistică — SPA) din Suedia întinsă pe o suprafață de 42,6 ha, integral pe uscat.

## Localizare
Centrul sitului Brebol este situat la coordonatele 58°57′21″N 16°28′19″E / 58.9559°N 16.472°E.

## Înființare
Situl Brebol a fost declarat sit de importanță comunitară în iulie 2000 pentru a proteja 6 specii de animale. Alte tipuri de protecție:
- arie de protecție specială avifaunistică (în iulie 2000)[2]
- arie specială de conservare (în martie 2011)[1][3][4]

## Biodiversitate
Situată în ecoregiunea boreală, aria protejată conține 3 habitate naturale: Pășuni din zone de pădure fino-scandinave, Pajiști cu Molinia pe soluri calcaroase, turboase sau argilos-nămoloase (Molinion caeruleae), Pajiști fino-scandinave uscate până la mezice, bogate în specii de altitudine mică.
La baza desemnării sitului se află mai multe specii protejate de  păsări (6): buhai de baltă (Botaurus stellaris), erete de stuf (Circus aeruginosus), cocor (Grus grus), sfrâncioc roșiatic (Lanius collurio), bătăuș (Philomachus pugnax), fluierar de mlaștină (Tringa glareola).